# Гущин, Анатолий Павлович
Анато́лий Па́влович Гу́щин (5 февраля 1937—1992, Краснодар, Россия) — советский футболист, защитник. Мастер спорта СССР.

## Карьера
В 1956 году выступал за краснодарский «Нефтяник». С 1957 года играл за ростовский СКВО, участвовал в том числе в финальном турнире класса «Б» в 1958 году. С 1959 года выступал за «армейцев Дона» в высшей по уровню лиге СССР, где выходил на поле до 1962 года, проведя за это время 84 встречи и забив 4 гола. Сезон 1964 года провёл в «Кубани», принял участие в 27 матчах команды в первенстве и в 2 играх Кубка СССР.